# بريت كيرن
بريت كيرن (بالإنجليزية: Brett Kern)‏ هو لاعب كرة قدم أمريكية أمريكي، ولد في 17 فبراير 1986 في غراند أيلاند في الولايات المتحدة.

## وصلات خارجية
- بريت كيرن على موقع مرجع كرة القدم المحترفة.كوم (الإنجليزية)